# Tàu chở dầu
Tàu chở dầu, là tàu thủy được thiết kế cho vận chuyển hàng rời dầu hoặc các sản phẩm của nó. Có hai loại tàu chở dầu cơ bản: tàu chở dầu thô và tàu chở dầu sản phẩm. Tàu chở dầu thô chuyển một lượng lớn dầu thô chưa tinh chế từ điểm khai thác đến nhà máy lọc dầu. Ví dụ, chuyển dầu thô từ các giếng dầu ở một nước sản xuất sang các nhà máy lọc dầu ở một quốc gia khác. Tàu chở dầu sản phẩm, thường nhỏ hơn nhiều, được thiết kế để di chuyển các sản phẩm tinh chế từ nhà máy lọc dầu đến các điểm gần thị trường tiêu thụ. Ví dụ, chuyển xăng từ các nhà máy lọc dầu ở châu Âu sang thị trường tiêu dùng ở Nigeria và các quốc gia Tây Phi khác.
Tàu chở dầu thường được phân loại theo kích thước cũng như nghề nghiệp của họ. Các lớp kích thước nằm trong khoảng từ tàu chở dầu nội địa hoặc ven biển vài nghìn tấn Trọng tải của tàu (DWT) tàu chở dầu thô siêu lớn (ULCCs) đến 550,000 DWT. Tàu chở dầu chuyên chở khoảng 2.000.000.000 tấn (2,2×109 tấn Mỹ) dầu mỗi năm. Chỉ đứng sau đường ống về hiệu quả, chi phí trung bình vận chuyển dầu bằng tàu chở dầu chỉ bằng hai hoặc ba xent USD mỗi 1 galông Mỹ (3,8 L).
Một số loại tàu chở dầu chuyên dụng đã phát triển. Một trong số đó là hải quân tàu bổ sung dầu, một tàu chở dầu có thể tiếp nhiên liệu cho tàu di chuyển. Kết hợp tàu chở dầu số lượng lớn và neo đậu vĩnh viễn đơn vị lưu trữ nổi là hai biến thể khác trên thiết kế tàu chở dầu tiêu chuẩn. Tàu chở dầu đã tham gia vào một số thiệt hại và tràn dầu cấu hình cao. Do đó, chúng phải tuân theo các quy định nghiêm ngặt về thiết kế và vận hành.

## Sách tham khảo
- CIA World Factbook 2008. Skyhorse Publishing. 2007. ISBN 1-60239-080-0. Bản gốc lưu trữ ngày 10 tháng 5 năm 2013. Truy cập ngày 22 tháng 2 năm 2008.
- Corlett, Ewan (1981). Greenhill (series), Basil (biên tập). The Revolution in Merchant Shipping 1950–1980. The Ship. London: Her Majesty's Stationery Office on behalf of the National Maritime Museum. tr. 24–32. ISBN 0-11-290320-7.
- "Knock Nevis (7381154)". Miramar Ship Index. Truy cập ngày 17 tháng 5 năm 2016.
- Devanney, Jack (2006). The Tankship Tromedy: The Impending Disasters in Tankers (PDF). Tavernier, FL: The CTX Press. ISBN 0-9776479-0-0.
- Douet, M (tháng 7 năm 1999). "Combined Ships: An Empirical Investigation About Versatility". Maritime Policy and Management. Quyển 26 số 3. Taylor & Francis. tr. 231–48. doi:10.1080/030888399286862. Bản gốc lưu trữ ngày 11 tháng 6 năm 2008. Truy cập ngày 7 tháng 4 năm 2008.
- Chisholm, Hugh, biên tập (1911). "Petroleum". Britannica. Quyển 21 (ấn bản thứ 11). tr. 316–22. Truy cập ngày 22 tháng 2 năm 2008.
- ———, biên tập (1911). "Ship". Britannica. Quyển 24 (ấn bản thứ 11). tr. 881–89. Truy cập ngày 22 tháng 2 năm 2008.
- Double Hull Tankers: High Level Panel of Experts Report. European Commission, European Maritime Safety Agency. 2005.
- Evangelista, Joe, biên tập (2002). "WS50" (PDF). Surveyor. Số Winter 2002. Houston: American Bureau of Shipping. tr. 10–11.
- Hayler, William B.; Keever, John M. (2003). American Merchant Seaman's Manual. Cornell Maritime Pr. ISBN 0-87033-549-9.
- Huber, Mark (2001). Tanker operations: a handbook for the person-in-charge (PIC). Cambridge, MD: Cornell Maritime Press. ISBN 0-87033-528-6.
- Hendrick, Burton Jesse (2007). The Life and Letters of Walter H. Page. Quyển II. BiblioBazaar. ISBN 1-4346-0691-0.
- "Market Analysis" (PDF). Institute of Shipping Economics and Logistics. 2005. tr. 3. Bản gốc (PDF) lưu trữ ngày 8 tháng 12 năm 2005. Truy cập ngày 26 tháng 4 năm 2008.
- International Safety Guide for Oil Tankers and Terminals (ISGOTT). New York: International Chamber of Shipping, Hyperion Books. 1996. ISBN 1-85609-081-7.
- More Troubled Waters: Fishing, Pollution, and FOCs (PDF). Johannesburg: International Confederation of Free Trade Unions, Trade Union Advisory Committee to the OECD, International Transport Workers' Federation và Greenpeace International. 2002. Truy cập ngày 12 tháng 6 năm 2010. {{Chú thích sách}}: Đã bỏ qua |work= (trợ giúp)[liên kết hỏng]
- Double-Hull Tanker Legislation: An Assessment of the Oil Pollution Act of 1990. Marine Board Commission on Engineering and Technical Systems. Washington, DC: National Academy Press. 1998. ISBN 0-309-06370-1. Truy cập ngày 10 tháng 4 năm 2007.
- "The Liberty Ship and the T-2 Tanker (1941)". Ships of the Century. Marine Log. 2008. Bản gốc lưu trữ ngày 5 tháng 5 năm 2008. Truy cập ngày 8 tháng 4 năm 2008.
- "Process: Tank Cleaning". Shipbuilding and Ship Repair – Hazards and Solutions. Department of Labor, Occupational Safety & Health Administration (OSHA). ngày 30 tháng 1 năm 2008. Truy cập ngày 8 tháng 4 năm 2008.
- "World Merchant Fleet 2001–2005" (PDF). United States Maritime Administration, Office of Data and Economic Analysis. tháng 7 năm 2006. Bản gốc (PDF) lưu trữ ngày 21 tháng 2 năm 2007. Truy cập ngày 17 tháng 3 năm 2007.
- "OSG Fleet List". Overseas Shipholding Group. ngày 22 tháng 2 năm 2008. Bản gốc lưu trữ ngày 9 tháng 12 năm 2008. Truy cập ngày 8 tháng 4 năm 2008.
- "OSG Enters FSO Market" (press release). Overseas Shipholding Group. ngày 28 tháng 2 năm 2008. Bản gốc lưu trữ ngày 23 tháng 1 năm 2016. Truy cập ngày 8 tháng 4 năm 2008.
- Sawyer, L.A.; Mitchell, W.O. (1987). Sailing ship to supertanker: the hundred-year story of British Esso and its ships. Lavenham, Suffolk: Terence Dalton. ISBN 0-86138-055-X.
- Spyrou, Andrew G. (2011). From T-2 to Supertanker: Development of the Oil Tanker, 1940–2000. iUniverse. ISBN 0-595-36068-8. Truy cập ngày 7 tháng 2 năm 2013.
- Singh, Baljit (ngày 11 tháng 7 năm 1999). "The world's biggest ship". The Times of India. Tribune India. Truy cập ngày 7 tháng 4 năm 2008.
- Tarman, Daniel; Heitmann, Edgar (ngày 7 tháng 4 năm 2008). "Case Study II: Derbyshire, Loss of a Bulk Carrier". Educational Case Studies. Washington, DC: Ship Structure Committee. Bản gốc lưu trữ ngày 2 tháng 4 năm 2008. Truy cập ngày 7 tháng 4 năm 2008.
- Tolf, Robert W. (1976). "4: The World's First Oil Tankers". The Russian Rockefellers: The Saga of the Nobel Family and the Russian Oil Industry. Hoover Press. ISBN 0-8179-6581-5.
- Standard for Inert Gas Systems (PDF). Transport Canada. 1984.
- Turpin, Edward A; McEwen, William A (1980). Merchant Marine Officers' Handbook (ấn bản thứ 4). Centreville, MD: Cornell Maritime Press. ISBN 0-87033-056-X.
- Review of Maritime Transport (PDF). New York and Geneva: United Nations Council on Trade and Development (UNCTAD). 2006. Bản gốc (PDF) lưu trữ ngày 28 tháng 7 năm 2011. Truy cập ngày 27 tháng 6 năm 2019.
- "Oil-Tanker firms battle for survival", The Wall Street Journal, tr. B7, ngày 15 tháng 4 năm 2013.
- Woodman, Richard (1998). The History of the Ship: The Comprehensive Story of Seafaring from the Earliest Times to the Present Day. New York: Lyons Press. ISBN 1-55821-681-2.